# Alfons Wiederkehr
Alfons Wiederkehr (geb. 16. Dezember 1915 in Rudolfstetten; gest. 24. Juli 1985 in Zug) war ein Schweizer Architekt. Gemeinsam mit Leo Hafner führte er in Zug ein Architekturbüro, das für seine Bauten der Nachkriegsmoderne in der Zentralschweiz, vor allem im Kanton Zug Bedeutung erlangte.

## Leben
Alfons Wiederkehr erlernte 1933 bis 1937 bei Keiser und Bracher den Beruf des Hochbauzeichners. Dort war er anschliessend bis 1948 beschäftigt, bis er sich zusammen mit dem gerade von der Hochschule kommenden jungen Hafner selbständig machte. Als angestellter Architekt bildete er sich in Bautechnik-Kursen am Technikum Biel weiter, und er unternahm ausgedehnte Bildungsreisen nach Europa und den vorderen Orient. Im Zweiten Weltkrieg war er im Rahmen des Aktivdienstes mit dem Bau von Verteidigungsbauten im Aargau und im Schweizer Réduit beschäftigt.

## Hafner und Wiederkehr
Das Büro, das er zusammen mit Hafner leitete, wurde zu einem der führenden Zuger Büros der Nachkriegsmoderne, es entstanden über hundert, zum Teil preisgekrönte Bauten. Dabei war Wiederkehr im Büro vor allem für den administrativen und kaufmännischen Part zuständig.

## Werke (Auswahl)
- Zuger Kantonalbank, Zug, Wettbewerb 1949, Ausführung 1955–58 mit Ingenieur Emil Schubiger[1]
- Kinderspital Aarau, Aarau, Wettbewerb 1951, Ausführung 1953–55
- Oberstufenschulhaus Sternmatt, Baar, Wettbewerb 1951, Ausführung 1955–57
- Landwirtschaftliche Schule, Cham, Wettbewerb 1951, Ausführung 1970
- Haus Bossard, Zug 1954
- Haus Rossel, Baar 1954–55
- Haus Dalcher, Zug 1955
- Lehrerinnenseminar Bernarda, Menzingen, Projekt 1954, Ausführung 1955–58
- Primarschule, Rudolfstetten, Wettbewerb 1956, Ausführung 1958–59
- Tankstelle Mito, Sihlbrugg 1957–59
- Primarschule, Merenschwand, Wettbewerb 1957, Ausführung 1960–62
- Haus Graf, Aeugst 1958
- Lehrerseminar St. Michael, Zug, Wettbewerb 1958, Ausführung 1959–61
- Haus Mühlemann, Steinhausen 1960
- Haus Bernhart, Zug 1961
- Kirchgemeindehaus Guthirt, Zug, Wettbewerb 1960, Ausführung 1962–63
- Häuser U. und G. Theiler, Zug 1961
- Haus Meyer-Hegi, Zug 1961–62
- Fridbach, Wohnüberbauung, Zug, Wettbewerb 1961, Ausführung 1965–68
- Kantonsschule Luegeten, Zug, Wettbewerb 1962, Ausführung 1971–75
- Schulhaus Kirchmatt, Zug, Projekt 1962, Ausführung 1963–67
- Herti, 19 Reiheneinfamilienhäuser, Zug 1963–64
- Porto Cristo Novo, Ferienhausüberbauung, Mallorca 1964–68
- Loretohöhe, Wohnüberbauung, Zug 1973–75
- Fridbach, Wohnüberbauung, Zug, Wettbewerb 1961, Ausführung 1965–68
- Herti II, Genossenschaftssiedlung, Zug 1966–68
- St. Johannes, Kirchliches Zentrum, Zug, Wettbewerb 1968, Ausführung 1968–71
- Schweizerischer Bankverein, Sitz Zug, Wettbewerb 1968, Ausführung 1980–84
- Haus Pollems, Zug 1969–70
- Gewerbebank, Hauptsitz, Baden 1969–72
- Herti III, Eigentumswohnungen im Hochhaus, Zug 1976–77